# 杜利 (蒙大拿州)
杜利（英語：Dooley）是位於美國蒙大拿州謝里敦縣的鬼鎮。

## 歷史
杜利的郵局於1914年設立，其後於1957年停運。

## 地理
杜利所處的海拔為高於海平面750米（即2461英呎），而該地所採用的時區為UTC-7，即北美山地時區（MST）。同時該地設有夏令時間，為UTC-7調快一小時，即UTC-6（MDT）。